# Alkington (Gloucestershire)
Alkington – wieś w Anglii, w hrabstwie Gloucestershire, w dystrykcie Stroud. Leży 25 km na południowy zachód od miasta Gloucester i 161 km na zachód od Londynu.